# Surfing H3O
Surfing H3O, conegut al Japó com a Surfroid: Densetsu no Surfer (サーフロイド 伝説のサーファー, Sāfuroido Densetsu no Sāfā, llegit. "Surfroid: The Legendary Surfering Videojoc", desenvolupat per l'Entreteniment Llegendari OSC), videojoc publicat peral Japó i Rockstar Games a nivell internacional per a PlayStation 2.

## Trama
Hi ha dos modes de joc que es poden triar des del menú principal: Torneig, que conté una col·lecció de nivells amb diferents condicions, i Vs. Mode dissenyat igual que el Torneig, només per a dos jugadors. Aquest últim no es juga simultàniament, sinó que els jugadors alternaran els seus torns. L'objectiu és viatjar a través de les ones que es mouen en una determinada direcció mentre recullen les boies escampades i es fan trucs específics, abans que expiri el límit de temps. Cada curs requereix que els jugadors recullin un cert nombre de punts abans de passar al següent. Es poden obtenir recollint retoladors o fent trucs.

## Desenvolupament
Surfing H 3O és una versió reelaborada de Surfroid. Com a resultat, la trama que girava al voltant dels extraterrestres i el dia del judici planetari es va tallar d'aquesta versió.

## Recepció
El joc va rebre "crítiques generalment desfavorables" segons el lloc web d' agregació de ressenyes Metacritic. Daniel Erickson de Next Generation. Al Japó, Famitsu li va donar una puntuació de 30 sobre 40.
| Agregador  | Puntuació |
| ---------- | --------- |
| Metacrític | 46/100    |

| Publicació                              | Puntuació |
| --------------------------------------- | --------- |
| AllGame                                 |           |
| CNET Gamecenter                         | 5/10      |
| Edge                                    | 4/10      |
| Jocs electrònics mensuals               | 4,5/10    |
| Famitsu                                 | 30/40     |
| Game Informer                           | 3/10      |
| GamePro                                 |           |
| GameRevolution                          | D−        |
| GameSpot                                | 4,8/10    |
| GameSpy                                 | 15%       |
| IGN                                     | 4/10      |
| Jeuxvideo.com                           | 8/20      |
| Propera generació                       |           |
| Revista oficial de PlayStation dels EUA |           |